# Джунусов, Камчи
Камчи Джунусов (10 августа 1916, с. Беш-Бадам, Наукатский район, Ошская область — 4 октября 1988) — советский киргизский поэт, переводчик, писатель, член Союза Журналистов СССР (с 1958 года), член Союза писателей СССР (с 1947 года).

## Краткая биография
Камчи Джунусов родился 10 августа 1916 года в селе Беш-Бадам Наукатского района Ошской области, в семье крестьянина-бедняка. С 1930 года он воспитывался в детском доме. В 1937 году Джунусов окончил два курса агротехнического факультета Ошского сельскохозяйственного техникума, а затем республиканскую партийную школу и военно-политическое училище.
В течение ряда лет Джунусов работал редактором районной газеты, затем — заведующим отделом республиканской молодёжной газеты «Ленинчил жаш», первым секретарём Янги-Наукатского райкома комсомола, секретарём по кадрам Ошского обкома ЛКСМ Киргизии. ответственным секретарём Ошской областной газеты «Ленин жолу». В 1957 году Джунусов окончил Высшие двухгодичные литературные курсы при Союзе писателей СССР, после чего был назначен редактором художественной оригинальной литературы в издательстве «Кыргызстан».

## Творчество
Творческая биография Джунусова началась в 1945 году. Будучи секретарём Ошской областной газеты, Джунусов в 1946 году организовал при редакции литературный кружок, которым он сам и руководил. Первый сборник стихов поэта «Моя земля» вышел в 1950 году. Затем последовали новые книги Джунусова — «Честь» (1952 год), «Джыпар» (1957 год), «Ак-Буура» (1958 год). В 1959 году издательство «Советский писатель» выпустил первый сборник поэта «Гроздь винограда» на русском языке. Самым плодотворный для поэта был 1960 год. В этом году Киргизским государственным издательством был выпущен большой сборник стихов и поэм Джунусова («Судьба»), в Киргизучпедгизе вышел сборник рассказов для детей («Я»), а в городе Казани в переводе на татарский язык появилась книга стихов поэта под названием «Цветок подарен тобой». Камчи Джунусов — автор более десяти поэтических сборников. Многие его произведения были переведены на украинский, узбекский, таджикский, якутский, хинди и на многие другие языки. Тематика произведений Камчи Джунусова разнообразна и широка: он воспевал Ленина и Коммунистическую партию, Родину и её просторы, мир и дружбу, труд простых рабочих, хлеборобов и животноводов, светлую жизнь советской молодёжи.
Камчи Джунусов был известен и как переводчик художественной литературы. Им переведены избранные произведения классика татарской поэзии Габдулы Тукая, сборник стихов «Иорданские поэты», произведения Пушкина, Шевченко, Навои, Тихонова, переводил произведения с узбекского, таджикского, якутского, хакасского и других языков.

### на русском языке
- Джунусов К. Гроздь винограда : Стихи. — М.: Советский писатель, 1959. — 72 с.
- Джунусов К. Сердце любовью дышит : Стихи и поэмы. — Фрунзе: Кыргызстан, 1967. — 80 с.
- Джунусов К. Путь человека не кончается : Поэма. — Фрунзе: Кыргызстан, 1980. — 156 с.

### на киргизском языке
- Джунусов К. Менин жерим : Ырлар (Моя земля). — Фрунзе: Кыргызмамбас, 1950. — 90 с.
- Джунусов К. Намыс : Ырлар-жыйнагы. — Фрунзе: Кыргызмамбас, 1952. — 87 с.
- Джунусов К. Жыпар : Повесть. — Фрунзе: Кыргызмамбас, 1957. — 115 с.
- Джунусов К. Ак-Буура : Ырлар жана котормо. — Фрунзе: Кыргызмамбас, 1958. — 140 с.
- Джунусов К. Тагдыр : Поэмалар жана ырлар (Судьба). — Фрунзе: Кыргызмамбас, 1960. — 247 с.
- Джунусов К. Гулнар : Ырлар жана поэма. — Фрунзе: Кыргызмамбас, 1963. — 155 с.
- Джунусов К. Адам жолу тугенбейт : Поэма (Путь человека не кончается). — Фрунзе: Кыргызстан, 1965. — 219 с.
- Джунусов К. Мен : Ангемелер жыйнагы («Я»). — Фрунзе: Кыргызокуупедмамбас, 1969. — 47 с.
- Джунусов К. Сырдуу булак: Ырлар, поэмалар (Таинственный родник). — Фрунзе: Кыргызстан, 1969. — 163 с.
- Джунусов К. Алоолонгон жылдар : Поэма (Пламенные годы). — Фрунзе: Мектеп, 1973. — 83 с.
- Джунусов К. Жийде бурак : Ырлар жана поэмалар (Осенние листья). — Фрунзе: Кыргызстан, 1975. — 159 с.
- Джунусов К. Менин доорум : Ырлар жана поэмалар (Моя эпоха). — Фрунзе: Кыргызстан, 1985. — 140 с.

### на языках народов СССР
- Джунусов К. Цветок подарен тобой : Сборник стихов. — Казань: Изд-во Татарии, 1960. — 54 с.
- Джунусов К. Заря над Ала-Тоо. — Якутск, 1966. — 47 с.